# いちばん太鼓
『いちばん太鼓』（いちばんだいこ）は、1985年（昭和60年）10月7日から1986年 （昭和61年）4月5日まで放送されたNHK連続テレビ小説第35作である。NHK大阪放送局制作10作目。

## 概要
昭和40年代の九州・筑豊を舞台に、劇団一家に育った青年が実の母を捜しながら大衆演劇の担い手になるまでを描く。本作の後半からは主な舞台が大阪に移る。
タイトルの「いちばん太鼓」とは、演劇の一座が芝居の幕を開ける合図に打ち鳴らす太鼓のことである。
朝ドラとしては男性主人公7作品目で、主演の岡野進一郎は、オーディションで570人の中から選ばれた。
初回視聴率37.7%、放送期間平均視聴率は33.4%、最高視聴率は39.9%（ビデオリサーチ調べ、関東地区・世帯）。

## キャスト
沢井銀平
演 - 岡野進一郎（少年時代：川上恭尚）
主人公。
沢井（旧姓：岸）雛子
演 - 三田寛子
銀平の妻で、本番組のヒロイン役
養父・徳治（二代目沢井金太郎）
演 - 芦屋雁之助
養母・勢子（二代目沢井乙姫）
演 - 渡辺美佐子
沢井勘平
演 - 岸田智史（少年時代：前田正人）
銀平の兄。
沢井宮子
演 - 三沢恵里
祖父・亀造（初代沢井金太郎）
演 - 上原謙
祖母・るん（初代沢井乙姫）
演 - 丘輝美
梅中軒雲龍
演 - 堀内一市
梅中軒花遊
演 - 松寺千恵美
上海屋リル
演 - 紅萬子
野口勇
演 - 安部潮
嶋谷大介
演 - 草野大悟
藤木葉子
演 - 藤真利子
銀平の初恋の人。
白石鶴子
演 - 三林京子
銀平の第二の母。
小川さと
演 - 馬渕晴子
銀平の生母。
田丸羊一
演 - 戸浦六宏
風間藤五郎
演 - 桂米朝
「大阪喜劇劇団」の総帥。
風間ゆう子
演 - 浅野ゆう子
常吉
演 - 広瀬義宣
黒田権太
演 - 草見潤平
鉄
演 - 佐々木保典
松子
演 - みやなおこ
五條歌之助
演 - 美里英二
五條まどか
演 - 上原まさみ
小川さと
演 - 馬渕晴子
小川勝
演 - 多賀勝
小川悟
演 - 島本整
小川なつ
演 - 若命文香
いずみ和彦
演 - 沖田浩之
竹葉暁生
演 - 笑福亭仁鶴
赤峰富士雄
演 - 米倉斉加年
雛子の父・岸重松
演 - 寺下貞信
リウ
演 - 初音礼子
おでん屋
演 - 鈴木清順
その他
演 - 升毅

## スタッフ
- 作 - 井沢満[4][3]
- 音楽 - 大野雄二[4][3]
- イメージソング - 「いちばん太鼓」（歌：NYC NYUSA）
- 演出 - 江口浩之[4]、加藤郁雄[4]、上田信[4][3]
- 語り - 加藤治子[4][3]
- 題字 - 榊莫山

## 備考
本番組最初のタイトルバック映像は、空撮によって雲の間から緑の山並みを映したものであった。この映像は飛騨山脈のものであったが、折しも日本航空123便墜落事故直後の時期であったこともあり、映像について「実は御巣鷹山では？」「墜落現場を連想する」などの声がNHKに多数寄せられた。チーフプロデューサーによると、番組作りに配慮するためにこれらの意見を積極的に取り入れ、1986年1月からはドラマの舞台の中心が九州筑豊から大阪に移ることもあって、新たに撮影することにしたということである。1986年1月6日放送回から変更された新しいタイトルバックは、南紀の海岸の風景と海岸線をトラックで走行しながら撮影したものである。
2011年度第85作連続テレビ小説『カーネーション』の2012年3月13日の放送では、主人公が当ドラマを視聴するシーンがある。

## 関連文献
- 井沢満『いちばん太鼓 : NHKテレビ・シナリオ 上 (親恋鴉)』日本放送出版協会、1985年11月20日。
- 井沢満『いちばん太鼓 : NHKテレビ・シナリオ 下 (夢吹雪)』日本放送出版協会、1986年2月25日。